# Asklepiospriset
Asklepiospriset delas årligen ut av Svenska Läkaresällskapets Kandidatförening för att gynna forskning av unga och blivande läkare. Ansökan är öppen för alla läkarstudenter och efter läkarexamen fram till legitimation. Priset har två kategorier, en för bästa projektarbete (10 000 kronor) och en för bästa publicerade vetenskapliga artikel (15 000 kronor).

## Vinnare
Vinnande vetenskapliga artikel
- 2011: Erik Hansson - "Mapping snakebite epidemiology in Nicaragua – pitfalls and possible solutions"[2]
- 2012: Åsa Anveden - "Avhandlingsarbetet handlar om hur fetma är kopplat till sjukdom."[3]
- 2013: Daniel Olsson - "Acute Kidney Injury Following Coronary Artery Bypass Surgery and Long-term Risk of Heart Failure"[3]
- 2014: Tobias Skillbäck - "Diagnostic Performance of Cerebrospinal Fluid Total Tau and Phosphorylated Tau in Creutzfeldt-Jakob Disease – Results From the Swedish Mortality Registry"[4]
- 2015: Anne Örtqvist - "Antibiotics in fetal and early life and subsequent childhood asthma: nationwide population based study with sibling analysis"[5]
- 2016: Maria Simonsson - "CYP1A2 – a novel genetic marker for early aromatase inhibitor response in the treatment of breast cancer patients"[6]
- 2017: Hanna Carr "Preterm birth and risk of heart failure up to early adulthood."[7]
- 2018: Edith Svensson ”Tumor Necrosis Factor Receptor 1 and 2 Are Associated With Risk of Intracerebral Hemorrhage”.[8]
- 2019: Keivan Javanshiri “Atherosclerosis, Hypertension, and Diabetes in Alzheimer’s Disease, Vascular Dementia, and Mixed Dementia: Prevalence and Presentation”.[9]
- 2020: Awad Smew ”Familial coaggregation of asthma and type 1 diabetes in children” [10]
- 2021: Jenny Huynh "Sex and age differences in the incidence of acute myocardial infarction during the COVID-19 pandemic in a Swedish health-care region without lockdown: a retrospective cohort study"[11]
- 2022: Emil Sundberg ”COVID-19 seroprevalence and clinical picture in Swedish pediatric oncology and hematology patients”.[12]

Vinnande projektarbete
- 2011: Christina Lagergren - "Measurement of the production of reactive oxygen species by neutrophils in cerebrospinal fluid infections”[2]
- 2012: Ellinor Sallander - "för att i samarbete med Strålsäkerhetsmyndigheten tittat på hur hur olika våglängder av UV-ljus påverkar D-vitaminnivåerna hos friska personer."[3]
- 2013: Anna Jeppsson - "CSF biomarkers in iNPH - chemical footprints of neurodegeneration and flow dynamics"[3]
- 2014: Henrik Frithiof - "Circulating tumour cells in breast cancer: Detection in blood and secondary analysis of estrogen receptor alpha (ERα) and human epidermal growth factor receptor 2 (HER2) expression by immunofluorescence"[4]
- 2015: Michael Persson - "Short-term Complications after Coronary Artery Bypass Grafting using Bilateral Internal Thoracic Arteries Compared to Single Internal Thoracic Artery Grafting"[5]
- 2016: Peter Alping - "Efficacy and Safety of Rituximab as Compared to Fingolimod for Patients with Highly Active Multiple Sclerosis: A Cohort Study assessing the Risk of Disease Reactivation after Previous Treatment with Natalizumab"[6]
- 2017: Puja Shahrouki "Kindlin-2 deficiency induces hypertrophy and metabolic changes in cardiomyocytes."[7]
- 2018: Mahta Memar ”Långtidsöverlevnad efter hjärtstopp på sjukhus i relation till defibrillerbar och icke-defibrillerbar rytm”.[8]
- 2019: Theresia Akhlaghi “Risk stratification in smoldering multiple myeloma”[9]
- 2020: Jonathan Tjerkaski ”The Stockholm MRI grading system: A novel system for outcome prediction based on brain lesions detected by magnetic resonance imaging in patients with traumatic brain injury”[13]
- 2021: Lovisa Ericsson "Understanding the complexity of socioeconomic differences in physical activity in Sweden – an analysis of individual heterogeneity and discriminatory accuracy"[14]
- 2022: Niclas Sandström ”Differences in socioeconomic status and lifestyle between people with different cancer types”.[15]